# Lokrovec
Lokrovec este o localitate din comuna Celje, Slovenia, cu o populație de 279 de locuitori.